# Tineke Strik
Martina Hermina Antonia Strik dite Tineke Strik, née le 28 novembre 1961 à Alphen, est une femme politique néerlandaise.
Membre de Gauche verte, elle siège à la Première Chambre des États généraux de 2007 à 2019 et au Parlement européen depuis 2019. 